# Elke Sommer
Elke Sommer (nacida como Elke von Schletz; Spandau, Berlín, Alemania; 5 de noviembre de 1940) es una reconocida actriz de cine alemana ganadora del Globo de Oro en 1964 y, además, símbolo de belleza cinematográfica de las décadas de 1960 y de 1970.

## Biografía
Nacida en plena Segunda Guerra Mundial, sus padres fueron el ministro luterano, barón Peter von Schletz, y Renata Topp, quienes eran descendientes de familias de noble linaje. Fueron evacuados a Erlangen, una pequeña ciudad universitaria en el sur de Alemania donde vivieron con relativa escasez de recursos. Pese a su falta de dinero, asistió al prestigioso Gymnasium (escuela secundaria) de Erlangen. Tras la muerte de su padre por enfermedad biliar cuando tenía catorce años, se trasladó a Inglaterra, para perfeccionar su inglés y ganarse la vida. Heredó y mantuvo el título de baronesa von Schletz.
Fue descubierta por el director de cine Vittorio De Sica, mientras estaba de vacaciones en Italia, y gracias a su belleza y voluptuosidad comenzó a aparecer en películas hacia finales de 1950. Se convirtió rápidamente en un símbolo sexual y se mudó a Hollywood en la década de 1960. Se convirtió en una de las actrices más populares de la época, y posó para varias revistas ilustradas, incluyendo la revista Playboy en septiembre de 1964 y diciembre de 1967.
Se convirtió en una de las principales actrices de cine de la década de 1960, contabilizando 99 apariciones en cine y televisión entre 1959 y 2005: Bahía de Palma (1962) tiene el dudoso honor de ser «la primera película española donde salía una chica en biquini» (Elke Sommer). A Shot in the Dark (1964) con Peter Sellers como el inspector Clouseau, The Art of Love (1965) con James Garner, The Oscar (1966) con Stephen Boyd, Boy, Did I Get a Wrong Number! (1966) con Bob Hope, Bulldog Drummond (1966), y The Wrecking Crew (1968) con Dean Martin. Sommer fue la protagonista en cada una de estas películas.
En 1964 ganó el Globo de Oro como actriz revelación por la película El premio de Mark Robson, que coprotagonizó junto a Paul Newman y Edward G. Robinson.
En 1984 entabló una larga demanda contra la actriz Zsa Zsa Gabor por difamación cuando aparecieron en el Circo de la Estrellas, que finalizó en 1993 a su favor. En 2001 se le concedió el premio Palma de Oro en California y un lugar en el Paseo de las Estrellas en Hollywood. Actualmente se dedica a cultivar idiomas —es políglota pues domina siete idiomas—, y a pintar cuadros con una clara influencia de Marc Chagall.

## Vida personal
Elke Sommer se casó en 1964 con Joe Hyams vistiendo un controvertido vestido de novia negro y se divorció en 1991, en 1993 se casó con el empresario hotelero Wolf Walther con quien permanece hasta el presente. Debido a graves complicaciones en embarazos fallidos no tuvo descendencia.

## Filmografía
- 1959: Uomini e nobuluomini, de Giorgio Bianchi
- 1959: La pica sul Pacifico
- 1960: Lampenfieber
- 1960: Femmine di lusso, de Giorgio Bianchi
- 1961: Und sowas nennt sich Leben
- 1961: De quoi tu te mêles Daniella!, de Max Pecas
- 1962: Café Oriental
- 1962: Douce violence, de Max Pecas
- 1962: Bahía de Palma, de Juan Bosch
- 1963: The Victors
- 1963: El premio
- 1964: A Shot in the Dark
- 1964: Unter Geiern
- 1965: Le bambole, de Mauro Bolognini y otros
- 1965: The Art of Love
- 1965: The Money Trap, de Burt Kennedy
- 1966: The Oscar
- 1966: Boy, Did I Get a Wrong Number!
- 1967: The Venetian Affair, de Jerry Thorpe
- 1967: Deadlier Than the Male
- 1968: The Wicked Dreams of Paula Schultz
- 1968: Las Vegas, 500 millones
- 1968: The Wrecking Crew
- 1970: The Invincible Six
- 1971: Percy
- 1971: Zeppelin, de Etienne Périer
- 1972: Gli orrori del castello di Norimberga, de Mario Bava
- 1973: Lisa e il diavolo
- 1974: The House of Exorcism
- 1974: Diez negritos, de Peter Collinson
- 1975: Carry on Behind
- 1976: One Away
- 1976: The Swiss Conspiracy, de Jack Arnold
- 1978: I Miss You, Hugs and Kisses
- 1979: The Prisoner of Zenda, de Richard Quine
- 1980: Exit Sunset Boulevard
- 1981: Miss Universe 1981 ... como comentarista entre bastidores.
- 1992: Severed Ties
- 1999: Doppeltes Spiel mit Anne
- 2000: Flashback - Mörderische Ferien
- 2010: Das Leben ist zu lang